# Rough Tor
Rough Tor är ett berg i Storbritannien.   Det ligger i grevskapet Cornwall och riksdelen England, i den södra delen av landet, 300 km väster om huvudstaden London. Toppen på Rough Tor är 400 meter över havet, eller 58 meter över den omgivande terrängen. Bredden vid basen är 0,75 km. Rough Tor ingår i Hingston Down.
Terrängen runt Rough Tor är platt åt nordost, men åt sydväst är den kuperad. Runt Rough Tor är det ganska tätbefolkat, med 86 invånare per kvadratkilometer. Närmaste större samhälle är Bodmin, 16,7 km sydväst om Rough Tor. Trakten runt Rough Tor består i huvudsak av gräsmarker.